# Bob Probert
Bob Probert (n. 5 iunie 1965, Windsor, Ontario, Canada – d. 5 iulie 2010, Windsor, Ontario, Canada) a fost un jucător de hochei pe gheață canadian. El a jucat la echipele Detroit Red Wings și Chicago Blackhawks.

## Cariera sportivă
| 1981-82    | Windsor Club 240            | Minor-ON   | 55  | 60  | 40  | 100 | 40   | -  | -  | -  | -  | -   |
| 1982–83    | Brantford Alexanders        | OHL        | 15  | 12  | 16  | 28  | 133  | 8  | 2  | 2  | 4  | 23  |
| 1983–84    | Brantford Alexanders        | OHL        | 65  | 35  | 38  | 73  | 189  | 6  | 0  | 3  | 3  | 16  |
| 1984–85    | Hamilton Steelhawks         | OHL        | 4   | 0   | 1   | 1   | 21   | —  | —  | —  | —  | —   |
| 1984–85    | Sault Ste. Marie Greyhounds | OHL        | 44  | 20  | 52  | 72  | 172  | 15 | 6  | 11 | 17 | 60  |
| 1985–86    | Adirondack Red Wings        | AHL        | 32  | 12  | 15  | 27  | 152  | 10 | 2  | 3  | 5  | 68  |
| 1985–86    | Detroit Red Wings           | NHL        | 44  | 8   | 13  | 21  | 186  | —  | —  | —  | —  | —   |
| 1986–87    | Adirondack Red Wings        | AHL        | 7   | 1   | 4   | 5   | 15   | —  | —  | —  | —  | —   |
| 1986–87    | Detroit Red Wings           | NHL        | 63  | 13  | 11  | 24  | 221  | 16 | 3  | 4  | 7  | 63  |
| 1987–88    | Detroit Red Wings           | NHL        | 74  | 29  | 33  | 62  | 398  | 16 | 8  | 13 | 21 | 51  |
| 1988–89    | Detroit Red Wings           | NHL        | 25  | 4   | 2   | 6   | 106  | —  | —  | —  | —  | —   |
| 1989–90    | Detroit Red Wings           | NHL        | 4   | 3   | 0   | 3   | 29   | —  | —  | —  | —  | —   |
| 1990–91    | Detroit Red Wings           | NHL        | 55  | 16  | 23  | 39  | 315  | 6  | 1  | 2  | 3  | 50  |
| 1991–92    | Detroit Red Wings           | NHL        | 63  | 20  | 24  | 44  | 276  | 11 | 1  | 6  | 7  | 28  |
| 1992–93    | Detroit Red Wings           | NHL        | 80  | 14  | 29  | 43  | 292  | 7  | 0  | 3  | 3  | 10  |
| 1993–94    | Detroit Red Wings           | NHL        | 66  | 7   | 10  | 17  | 275  | 7  | 1  | 1  | 2  | 8   |
| 1995–96    | Chicago Blackhawks          | NHL        | 78  | 19  | 21  | 40  | 237  | 10 | 0  | 2  | 2  | 23  |
| 1996–97    | Chicago Blackhawks          | NHL        | 82  | 9   | 14  | 23  | 326  | 6  | 2  | 1  | 3  | 41  |
| 1997–98    | Chicago Blackhawks          | NHL        | 14  | 2   | 1   | 3   | 48   | —  | —  | —  | —  | —   |
| 1998–99    | Chicago Blackhawks          | NHL        | 78  | 7   | 14  | 21  | 206  | —  | —  | —  | —  | —   |
| 1999–00    | Chicago Blackhawks          | NHL        | 68  | 4   | 11  | 15  | 114  | —  | —  | —  | —  | —   |
| 2000–01    | Chicago Blackhawks          | NHL        | 79  | 7   | 12  | 19  | 103  | —  | —  | —  | —  | —   |
| 2001–02    | Chicago Blackhawks          | NHL        | 61  | 1   | 3   | 4   | 176  | 2  | 0  | 0  | 0  | 0   |
| NHL totals | NHL totals                  | NHL totals | 935 | 162 | 221 | 384 | 3300 | 81 | 16 | 32 | 48 | 274 |